# Великомечетнянська волость
Великомечетнянська волость — історична адміністративно-територіальна одиниця Балтського повіту Подільської губернії Російської імперії. Волосний центр — село Велика Мечетня.
Станом на 1885 рік складалася з 13 поселень, 12 сільських громад. Населення — 9570 осіб (4730 чоловічої статі та 4840 — жіночої), 1329 дворових господарств.
|                     | Площа, десятин | У тому числі орної, дес. |
| ------------------- | -------------- | ------------------------ |
| Сільських громад    | 12204          | 7107                     |
| Приватної власності | 16427          | 6034                     |
| Казенної власності  | 150            |                          |
| Іншої власності     | 487            | 336                      |
| Загалом             | 29268          | 13477                    |

- Берізки-Надкодимські
- Багачівка
  - Багачівка (колонія)
- Голоскове (містечко)
- Кулачівка (Кумачівка, колонія)[2]
- Луканівка
  - Маншурівка (колонія)[3] (нині у смузі Луканівка)
- Мечетня Велика
  - Токарівка
- Мечетня Мала
  - Ониськове
- Покутине (колонія)[4][5]
- Тернувате
- Чаусове (казенне)